# Salakosia
Salakosia is een geslacht van uitgestorven weekdieren uit de klasse van de Gastropoda (slakken).

## Soort
- Salakosia bukowskii Willmann, 1981 †